# ポルノ・買春問題研究会
ポルノ・買春問題研究会（ポルノ・かいしゅんもんだいけんきゅうかい、Anti Pornography and Prostitution Research Group、略称：APP研）は、ポルノグラフィや買春をはじめとしたセクシュアリティの諸問題の研究を目的として、1999年12月に結成された「反ポルノグラフィ」、「反・売春」、「反・買春」を掲げる保守的なラディカル・フェミニズム団体。外郭団体としてぱっぷす(旧ポルノ被害と性暴力を考える会（People Against Pornography and Sexual Violence：PAPS）)がある。

## 中心スタッフ
- 中里見博（代表、ポルノ被害と性暴力を考える会副理事長、大学教員）[1][2]

徳島大学ソシオ・アーツ・アンド・サイエンス研究部准教授。元福島大学行政社会学部准教授。日本公法学会、全国憲法研究会、民主主義科学者協会法律部会、ジェンダー法学会所属。
著書に「憲法24条+9条―なぜ男女平等がねらわれるのか」（2005年）、「ポルノグラフィと性暴力―新たな法規制を求めて」（2007年）、論文として「性支配と人権」（2000年）、「権力・ポルノグラフィ・セクシュアリティ」（2000年）、「ジェンダーが揺さぶる憲法構造の変容」（2001年）、共訳書としてマッキノン／ドウォーキン「ポルノグラフィと性差別」（2002年）などがある。
- 角田由紀子（元代表）

弁護士（静岡県弁護士会所属）。明治大学法科大学院教員。国際的フェミニズム団体イクオリティ・ナウ理事、ジェンダー法学会理事。日本政府に対して慰安婦への賠償を求めている「女性・戦争・人権」学会運営会委員。東京・強姦救援センターでは法律アドバイザーを務めている。1994年から96年まで、ミシガン大学ロースクールでラディカル・フェミニストの第一人者であるキャサリン・マッキノンに師事した経験を持つ。
2006年、APP研ホームページを通じてセクシャルハラスメントの相談をした女性から守秘義務違反で告訴され、代表を辞任（後述）。防衛医科大教授の名倉正博の痴漢冤罪事件の逆転無罪判決に対して「性的被害を訴える女性は虚偽の供述をしているという古く誤った前提に基づいた判決である」と批判したことがある。
著書として「性の法律学」（1991年）、「性差別と暴力」（2001年）などがある。
- 森田成也

翻訳家、駒澤大学経済学部非常勤講師。ポルノ被害と性暴力を考える会世話人。西島栄という別名で、トロツキズムを掲げた日本革命的共産主義者同盟（第四インターナショナル日本支部）が運営するトロツキー研究所の幹事を務めていた。
著書として「資本主義と性差別―ジェンダー的公正をめざして」（1997年）、「資本と剰余価値の理論―マルクス剰余価値論の再構成」（2008年）ほか。訳書としてレフ・トロツキー「トロツキーわが生涯〈上〉」（2000年）、同「永続革命論」（2008年）などがある。
- 北原みのり（ポルノ被害と性暴力を考える会理事、作家・ラブピースクラブ代表）

- 田口道子（ポルノ被害と性暴力を考える会理事長、ソーシャルワーカー）

- 横田千代子（ポルノ被害と性暴力を考える会理事、婦人保護施設いずみ寮施設長）

- 堀洋子（ポルノ被害と性暴力を考える会理事、グループホーム世話人）

- 金尻カズナ（ポルノ被害と性暴力を考える会理事、主任支援員、相談員・相談支援マネージャー）

- 常岡裕道（ポルノ被害と性暴力を考える会理事、法人役員）

- キャロライン・ノーマ（ポルノ被害と性暴力を考える会国際顧問、RMIT大学教員）

## 概要
「女性の人権・性的自由・性的平等を擁護するフェミニズムの見地から、ポルノ・買春問題をはじめ、セクシュアリティをめぐるさまざまな問題を研究する」ことを目的として結成された。行動としてアダルトビデオ・アダルトゲーム・男性向けアダルトコミック・ボーイズラブなどにおける性表現の規制強化、ポルノをめぐる諸問題に関する勉強会に取り組む。

## 相談メール漏洩訴訟
2002年8月にAPP研のホームページを介してセクハラ被害を相談した女性が、当時依頼していた担当弁護士にメール内容を漏洩されたとして、2006年、角田由紀子代表（当時）に対して守秘義務違反による慰謝料を請求する訴えを起こした。これにより角田は代表を辞任。なお、一審では原告が勝訴したが、控訴審では原告の訴えが棄却された。

## 理論社に対する抗議運動
2007年10月、アダルトビデオ監督のバクシーシ山下が書き下ろした性教育本「ひとはみな、ハダカになる。」を発行した理論社に対して、森田成也を始めとするAPP研のスタッフと立教大学教授の湯澤直美などで構成されている外郭団体ポルノ被害と性暴力を考える会と合同で同書の回収と絶版を求める署名運動を起こした。その理由としてAPP研らは、読者対象として設定されている高校生未満の児童が同書を読むことで、山下が製作した暴力的な内容のアダルトビデオを視聴する可能性を挙げている。またこの要求は、あくまで理論社の自主規制を求めたものであって、悪書追放運動とは異なると主張している。なお理論社はこの要求を拒否、批判している。

## 性暴力ゲーム事件
2009年2月、角田由紀子が理事を務めている国際的フェミニズム団体イクオリティ・ナウが、日本のアダルトゲーム会社ILLUSIONが製作した「レイプレイ」は女性の人権を蹂躙するだけでなく、性犯罪も誘発させる「性暴力ゲーム」であるとして、同ソフトの販売禁止を求める運動を開始した。かねてよりアダルトゲームに対する法規制を訴えていたAPP研も、イクオリティ・ナウに協力する形で性暴力ゲーム批判をマスメディアで繰り返し、自由民主党女性局による「性暴力ゲームの規制に関する勉強会」の発足や、公明党のプロジェクトチームに参加するなど積極的な活動を見せている。

## 天皇制批判
ジェンダーフリーという観点から公式サイトなどで天皇制を批判している。 
- 「天皇のような差別的・特権的・反動的地位に就く権利というのは基本的に、レイプ権に近い差別的特権的「権利」であると思います」（ポルノ・買春問題研究会公式サイト　2001年12月4日）[21]。
- 「女の人権を侵害することによってしか成り立たない制度に依拠しなければならない人を、なぜ私達は象徴として仰がなければならないのか。そのことが議論されていないんじゃないかと思います」（角田由紀子、週刊金曜日2006年9月15日号）

なおAPP研のメンバーの一人である山本有紀乃は「女性と天皇制研究会」という反天皇制サークルでも活動している。

## 支援組織
参加組織であるポルノ被害と性暴力を考える会は、2010年から朝日新聞厚生文化事業団の「子どもへの暴力防止プロジェクト」の助成金を受けている。